# Lasse Holm
Lasse Holm (Estocolmo, 9 de diciembre de 1943) es un presentador, cantante y compositor de origen sueco.
Desde pequeño tuvo un gran interés por el mundo musical, y en su adolescencia comenzó a colaborar con diferentes grupos de música pop y rock. Durante la década de los '60, trabajó junto a bandas tales como Doug and the Millsmen, The Spacemen y The Moonlighters. Ya en la década de los '80, pasaría a formar parte de grupos tales como Chips y Mats Rådberg & Rankarna.
Sin embargo, Holm es más conocido a nivel nacional (e internacional) por haber participado en diecisiete ocasiones en el Melodifestivalen sueco entre los años 1978 y 2000, haciéndose con la victoria en cinco ocasiones:
- 1982 - "Dag Efter Dag" de Chips
- 1983 - "Främling" de Carola
- 1985 - "Bra Vibrationer" de Kikki Danielsson
- 1986 - "E' De' Det Här Du Källar Kärlek ?" interpretada por Monica Törnell y él mismo.
- Y, por última vez, en 1993 con el tema "Eloise" de Arvingarna.

En su participación en el Festival de la Canción de Eurovisión 1986 celebrado en Bergen, conseguiría la quinta posición.
Su faceta en el mundo de la música la ha compaginado con sus tareas de presentador de televisión en programas tales como "Sikta Mot Stjärnorna", "Pictionary" o "Diggiloo".